# Strogany und die Vermißten
Strogany und die Vermißten ist ein historischer Kriminalroman von Adam Kuckhoff und Peter Tarin (Pseudonym von Edwin Tietjens), der 1940 zunächst als Fortsetzungsroman in der Kölnischen Zeitung veröffentlicht wurde und im Jahr 1941 schließlich als Buch im Berliner Universitas-Verlag erschien. Adam Kuckhoff gehörte zu den führenden Köpfen der Widerstandsgruppe Rote Kapelle, sein Ko-Autor Edwin Tietjens war ebenfalls im Umfeld der Gruppe aktiv. Auch der Roman lässt sich als Akt des Widerstandes interpretieren: Die um das Jahr 1909/1910 im russischen Zarenreich angesetzte Romanhandlung rund um den Petersburger Privatermittler Sergej Pawlowitsch Strogany nutzten Kuckhoff und Tietjens, um zahlreiche zeitkritische Passagen im Text zu verbergen.

## Inhalt
Im Winter 1909/1910 berät der adelige Amateur-Detektiv Sergej Pawlowitsch Strogany die Petersburger Polizei in einem bedeutenden Kriminalfall, der titelgebenden „Sache der Vermissten“, d. h. dem „unerklärlichen Verschwinden einer Anzahl von Mitgliedern der ersten Gesellschaftskreise“. Während die Kriminalpolizei von nihilistischen Attentaten ausgeht (die sogenannte „politische Theorie“), Stroganys Freund Wassja Morosoff hingegen an übersinnliche Phänomen glaubt („Dematerialisierung“), bleibt der Amateur-Ermittler selbst offen für andere – auch banalere –  Möglichkeiten. „Solange ich nichts weiß, jede Lösung für möglich zu halten – das ist meine einzige Theorie“, formuliert Strogany, offenbar geschult am großen Vorbild Sherlock Holmes („When you have eliminated the impossible, whatever remains, however improbable, must be the truth“). Im Fall der Vermissten führt diese Methode schließlich zu den verscharrten Leichen von Verbrechensopfern, die simplen Raubmorden zum Opfer gefallen sind.

## Zeitkritik
Kuckhoffs Kriminalroman dreht sich nicht nur insgesamt um einen im Spiegel der Zeitgeschichte seltsam anmutenden Fall – das spurlose Verschwinden von Menschen mitten während Krieg und Holocaust –, er enthält auch zahlreiche erzählerische Details, die den zeitgenössischen Leser aufmerken ließen. So werden in einer einsamen Waldhütte hinter einer doppelten Wand „verbotene Bücher“ mit anarchistischem Inhalt entdeckt, zahlreiche Personen im Mittelpunkt des Romans gehören zu einer (ehemaligen) Widerstandsgruppe, es wird anschaulich vorgeführt und diskutiert, wie die russischen Zeitungen die Zensur der Polizei umgehen. Auch viele Aussagen von Erzähler und Romanpersonen lassen sich zeitkritisch verstehen:
• „Selbst die blutigste Sensation stumpft ab, wenn sie alltäglich wird“, heißt es etwa gleich zu Beginn von Strogany und die Vermissten in Bezug auf die von „revolutionären Aufrührern“ verübten Attentate.
• „Man pflegt Ungerechtigkeiten milde zu beurteilen, solange sie keinen Nachteil für einen selbst bedeuten“, sagt Strogany an anderer Stelle.
• „Ich bin der Überzeugung, dass der Mensch die Verantwortung für das, was er geschehen lässt, genauso trägt, wie das, was er tut“, so der Gutsverwalter Pljuschkin, der Strogany mit einem wohlgezielten Schuss vor dem Angriff eines Bären rettet.
• „All das muss eines Tages zusammenbrechen, und je früher, desto besser“, postuliert Stroganys Freundin Marja Iwanowna im Hinblick auf die Grausamkeit und soziale Ungerechtigkeit des Zarenreiches. (usw.)
Kuckhoff legt seine Methode sogar im Vorwort zur Erstausgabe von Strogany und die Vermissten offen. Dort heißt es nämlich: „Der Wunsch des Lesers, gepflegt unterhalten zu werden, ist legitim. Und er kommt einem Wunsch auch des dichterisch verantwortungsbewussten Autors entgegen, aus dem Schatz seiner Erlebnisse und Erfahrungen Dinge zu sagen, die man nur sagen kann, wenn man sich freier gehen lässt. Die Hauptsache bleibt dabei, daß der Leser zuletzt etwas in der Hand behält, was ihm ein Stück Wirklichkeit mehr, im ganzen und im einzelnen, verstehen lässt.“

## Textausgaben
- Adam Kuckhoff, Peter Tarin: Strogany und die Vermißten. Kriminalroman. Universitas-Verlag, Berlin 1941 (Erstausgabe).
- Adam Kuckhoff, Peter Tarin: Strogany und die Vermissten. Kriminalroman. ebooknews press Verlag, Berlin 2016, ISBN 978-3-944953-43-4 (Neuausgabe mit Nachwort)